# Safia athene
Safia athene är en fjärilsart som beskrevs av Felder. Safia athene ingår i släktet Safia och familjen nattflyn. Inga underarter finns listade.